# Liste der Kulturdenkmäler in Kaltenholzhausen
In der Liste der Kulturdenkmäler in Kaltenholzhausen sind alle Kulturdenkmäler der rheinland-pfälzischen Ortsgemeinde Kaltenholzhausen aufgeführt. Grundlage ist die Denkmalliste des Landes Rheinland-Pfalz (Stand: 8. Dezember 2023).

## Einzeldenkmäler
| Bezeichnung         | Lage                                       | Baujahr                            | Beschreibung | Bild                           |
| ------------------- | ------------------------------------------ | ---------------------------------- | --- | ------------------------------ |
| Brunnen             | Kirberger Straße, vor Nr. 9 Lage           | zweite Hälfte des 19. Jahrhunderts | Laufbrunnen; der Inschrift an der rechten Schmalseite zufolge angefertigt in der Michelbacher Hütte, zweite Hälfte des 19. Jahrhunderts                                           | weitere Bilder Fotos hochladen |
| Brunnen             | Kirberger Straße, gegenüber Nr. 15/17 Lage | zweite Hälfte des 19. Jahrhunderts | Laufbrunnen, zweite Hälfte des 19. Jahrhunderts | weitere Bilder Fotos hochladen |
| Wohnhaus            | Kirberger Straße 21 Lage                   | 17. oder 18. Jahrhundert           | Fachwerkhaus, verputzt und verkleidet, wohl aus dem 17. oder 18. Jahrhundert | weitere Bilder Fotos hochladen |
| Wohnhaus            | Kirberger Straße 24 Lage                   | 17. oder 18. Jahrhundert           | verputztes Fachwerkhaus, wohl aus dem 17. oder 18. Jahrhundert | Fotos hochladen                |
| Wohnhaus            | Kirberger Straße 25 Lage                   | 17. oder 18. Jahrhundert           | Fachwerkhaus, verputzt und verschiefert, wohl aus dem 17. oder 18. Jahrhundert, um Kniestock erhöht                                                                               | weitere Bilder Fotos hochladen |
| Wohnhaus            | Kirberger Straße 35 Lage                   | um 1900                            | Wohnhaus, verputzt und verschiefert, um 1900 | weitere Bilder Fotos hochladen |
| Wohnhaus            | Kirberger Straße 39 Lage                   | 18. Jahrhundert                    | Fachwerkhaus, 18. Jahrhundert, um Kniestock erhöht | Fotos hochladen                |
| Evangelische Kirche | Kirchgasse 3 Lage                          | 1895                               | neugotischer Bruchsteinbau, bezeichnet 1895 | weitere Bilder Fotos hochladen |
| Wohnhaus            | Ringstraße 1 Lage                          | 17. Jahrhundert                    | Fachwerkhaus, verputzt und verschiefert, wohl aus dem 17. Jahrhundert | weitere Bilder Fotos hochladen |
| Wohnhaus            | Ringstraße 8 Lage                          | 18. Jahrhundert                    | Fachwerkhaus, teilweise massiv, verputzt und verkleidet, wohl aus dem 18. Jahrhundert                                                                                             | weitere Bilder Fotos hochladen |
| Hofanlage           | Ringstraße 21 Lage                         | 17. oder 18. Jahrhundert           | gutshofartiges Anwesen; zweieinhalbgeschossiges Fachwerkhaus, wohl aus dem 17. oder 18. Jahrhundert, mit klassizistischer Putzfassade überformt, große Wirtschaftsgebäude um 1900 | weitere Bilder Fotos hochladen |
| Wohnhaus            | Waldstraße 12 Lage                         | um 1880                            | Putzfachwerkbau, um 1880 | Fotos hochladen                |